# Shigekazu Nakamura
Shigekazu Nakamura (中村 重和 Nakamura Shigekazu?, nacido el 30 de julio de 1958 en Nagasaki) es un exfutbolista japonés que se desempeñaba como defensa y entrenador.

## Clubes

### Como futbolista
| Club  | País  | Año         |
| ----- | ----- | ----------- |
| Mazda | Japón | 1981 - 1991 |

### Como entrenador
| Club           | País  | Año  |
| -------------- | ----- | ---- |
| Avispa Fukuoka | Japón | 2002 |